# Bunny Yeager
Pour les articles homonymes, voir Yeager.
Bunny Yeager, née Linnea Eleanor Yeager le 13 mars 1929 dans le comté d'Allegheny et morte le 25 mai 2014 à North Miami, en Floride, est un mannequin, un modèle de pin-up et une photographe américaine.
Née à Wilkinsburg en Pennsylvanie, elle était l'une des premières à porter des bikinis. Elle fut l'une des photographes attitrés de son amie Bettie Page. 
Bunny Yeager a travaillé plusieurs fois, en tant que photographe, pour le magazine Playboy ; à l'époque, certaines playmates étaient trop timides pour poser pour des photographes hommes, et Bunny Yeager ne posait pas ce problème. Elle réalisa les reportages photo de six playmates au total : Bettie Page (Janvier 1955), Lisa Winters (Décembre 1956), Myrna Weber (Août 1958), Joyce Nizzari (Décembre 1958), Cindy Fuller (Mai 1959) et Sandra Settani (Avril 1963). Deux d'entre elles furent désignées, de façon encore non « officielle », Playmate de l'Année : Lisa Winters et Joyce Nizzari.
Elle prit les photos d'Ursula Andress sur la plage en 1961 pour le film James Bond 007 contre Dr No. Elle a été interprétée par Sarah Paulson en 2005 dans le film The Notorious Bettie Page.